# Unas

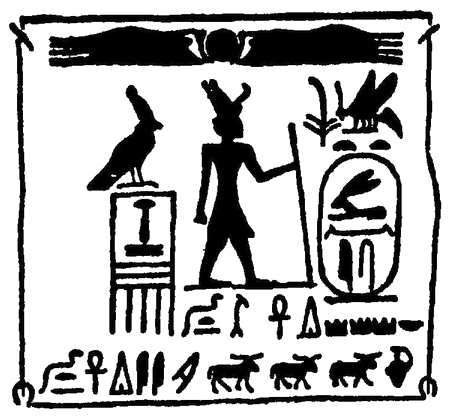
Kopie einer Inschrift von Unas in Elephantine

Unas war der neunte und letzte König (Pharao) der altägyptischen 5. Dynastie im Alten Reich. Er regierte etwa innerhalb des Zeitraums von 2380 bis 2350 v. Chr.

## Herkunft und Familie
In den Pyramidentexten werden Unas und seine Eltern als Heliopolitaner bezeichnet, wobei für Unas ergänzend angemerkt wird, dass er „auch dort geboren wurde“. Er stammte wohl nicht aus königlichem Hause, was auch für seine beiden Gemahlinnen Nebet und Chenut galt. Der Name seines ältesten Sohnes ist nicht überliefert, auch sein zweiter Sohn Unasanch starb vor dem Vater. Seine Töchter waren Hemetre Hemi, Seschseschet Idut, Chentkaus und die spätere Frau des Königs Teti II., Iput I., möglicherweise auch Neferetkaus Iku und Neferut.

## Herrschaft

### Regierungsdauer
Über die genaue Regierungsdauer von Unas herrscht große Unsicherheit. Nach dem im Neuen Reich entstandenen Königspapyrus Turin hat er 30 Jahre regiert. Der im 3. Jahrhundert v. Chr. lebende ägyptische Priester Manetho gibt 33 Jahre an. Während einige Forscher wie etwa Winfried Barta oder Thomas Schneider diese Angaben für plausibel hielten, gingen andere von einer deutlich niedrigeren Anzahl an Jahren aus. So nimmt etwa Jürgen von Beckerath nur 20 an. Die zeitgenössischen Datumsangaben bringen nur wenig Klarheit, da nur sehr wenige erhalten sind, die sich eindeutig der Regierungszeit des Unas zuordnen lassen. Die höchste sicher zuweisbare Datumsangabe ist ein „8. Mal der Zählung“. Hiermit ist die ursprünglich als Horusgeleit eingeführte landesweite Zählung des Viehs zum Zwecke der Steuererhebung gemeint. Weiterhin gibt es die Nennung eines „11. Mals der Zählung“, die entweder Unas oder seinem Vorgänger Djedkare zuzuordnen ist. Gewisse Probleme bringt der Umstand mit sich, dass diese Zählungen ursprünglich alle zwei Jahre stattfanden (das heißt auf ein „x-tes Jahr der Zählung“ folgte ein „Jahr nach dem x-ten Mal der Zählung“), später aber zum Teil auch jährlich stattfinden konnten (auf ein „x-tes Jahr der Zählung“ folgte das „y-te Jahr der Zählung“). Selbst bei einer regelmäßigen zweijährlichen Zählung sprächen die erhaltenen Datumsangaben aber eher für eine Regierungsdauer von etwa 20 Jahren oder weniger, nicht aber von 30 Jahren oder mehr. Hierzu passen auch die Untersuchungen des Grabes des Beamten Nikauisesi in Sakkara. Dieser begann seine Karriere unter Unas' Vorgänger Djedkare und starb während der Regierungszeit seines Nachfolgers Teti. Eine anthropologische Untersuchung seines Skeletts ergab ein Sterbealter von 40 bis 45 Jahren, was ebenfalls gegen eine dreißigjährige Herrschaft von Unas spricht.

### Kriegszüge
Ein Feldzug in die Region von Retjenu ist dokumentiert.

### Landesverwaltung
Auch Unas' Wesire sind namentlich bekannt: Nefer-sechem-sechat, Inefret, Ihi und möglicherweise auch Nianchba, Achti-hotep und zum Ende seiner Herrschaft Kagemni.

### Andere Ereignisse
Das Bruchstück einer Biographie eines Beamten scheint über den Transport der Granitsäulen für den Pyramidentempel des Herrschers innerhalb von vier Tagen von Elephantine zu berichten.
Durch jüngst gefundene Siegelabdrücke ist belegt, dass unter Unas eine Expedition stattfand, die von der Hafenanlage Ain Suchna am Golf von Suez ausging. Das Ziel dieser Expedition ist allerdings unbekannt.

## Grabmal

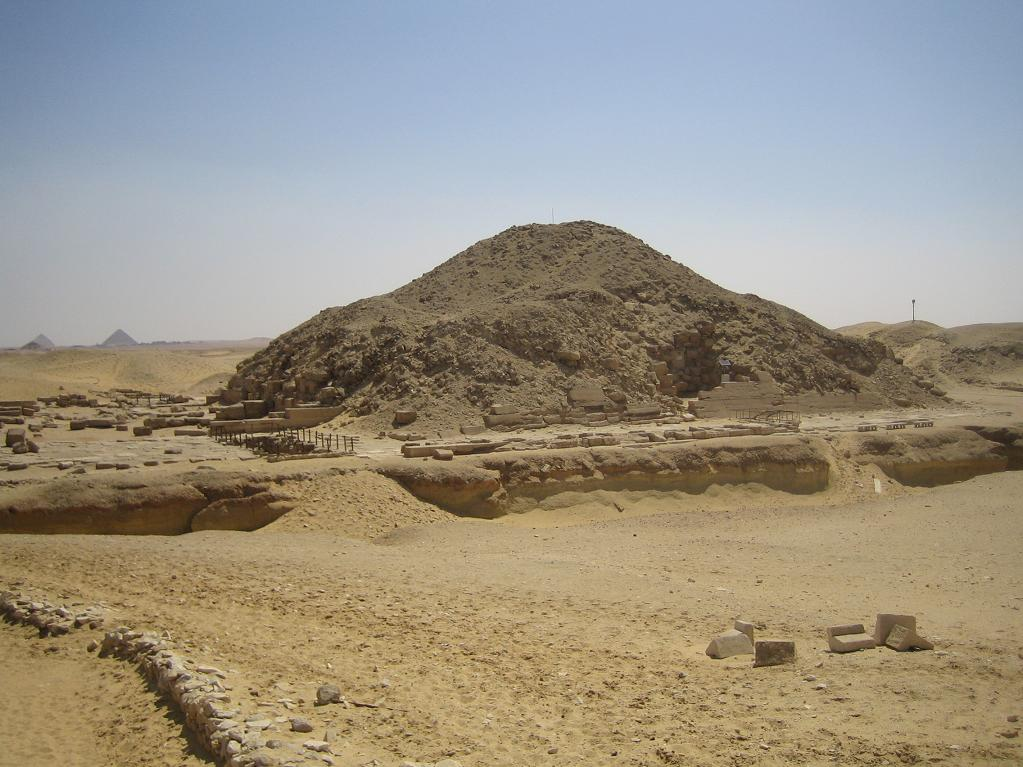
Die Unas-Pyramide in Sakkara

Grundriss der Pyramide sowie des Tal- und Totentempels

Für seine Pyramidenanlage mit dem Namen „Schön sind die Stätten des Unas“ wählte der König einen Standort, mit dem er sich deutlich von seinen Vorgängern absetzte. Statt des königlichen Familienfriedhofs der mittleren 5. Dynastie in Abusir wählte er wie seine beiden unmittelbaren Vorgänger Menkauhor und Djedkare Sakkara. Unas errichtete seine Pyramide jedoch nicht in unmittelbarer Nachbarschaft eines ihrer Gräber, sondern platzierte sein Grabmal direkt südlich der Pyramide des Djoser aus der 3. Dynastie und über zwei königlichen Galeriegräbern der 2. Dynastie.
Mit einer Seitenlänge von 57,75 m und einer ursprünglichen Höhe von 43 m ist die Unas-Pyramide das kleinste königliche Grabmal des Alten Reichs. Der Pyramidenkern wurde in sechs Stufen errichtet. Als Baumaterial diente lokaler Kalkstein. Die Verkleidung wurde in feinerem weißen Kalkstein ausgeführt.
Trotz der starken Zerstörung des Pyramiden-Oberbaus ist das Innere der Pyramide gut erhalten. Der Eingang befindet sich vor der Nordseite. Der absteigende Gang mündet zunächst in eine Kammer und führt dann horizontal weiter. Im Gang befindet sich eine Blockiervorrichtung aus drei Granitblöcken. Der Gang mündet schließlich in eine Vorkammer, von der östlich eine Kammer mit drei Nischen und westlich die Grabkammer abzweigt. Vor- und Grabkammer weisen ein Giebeldach auf. An der Westwand der Grabkammer steht der gut erhaltene Sarkophag aus Grauwacke. Sowohl die Grab- als auch die Vorkammer sind erstmals mit Pyramidentexten versehen, welche aus Sprüchen und Beschwörungen für das Jenseits bestehen. Sie gelten als die ältesten religiösen altägyptischen Texte. Spätere Dynastien haben in differenzierter Form die Texte übernommen, teilweise wurden sie in die späteren Sargtexte und in das Totenbuch übernommen.
Der an einem einstigen Hafen gelegene Taltempel besitzt drei säulenbestandene Eingänge: einen Haupteingang an der Ostseite und zwei Seiteneingänge an den Schmalseiten. Zur Pyramide führt ein 720 m langer Aufweg. Dieser weist zahlreiche Reliefs mit unterschiedlichen Themen auf, etwa Jagd, den Transport von Granitsäulen oder Gefangenenprozessionen. Nahe dem oberen Bereich des Aufwegs wurden zwei 45 m lange Schiffsgräber aus Kalkstein errichtet.
Der Totentempel ähnelt dem der Djedkare-Pyramide, eine Besonderheit stellen jedoch zwei Türme an der östlichen Fassade dar. Den vorderen Teil des Tempels bilden eine Eingangshalle und ein säulenumstandener offener Hof, an die sich nördlich und südlich Magazinräume anschließen. Eine Querhalle trennt den äußeren vom inneren, intimen Tempelbereich. Dieser besteht aus einer Fünfnischenkapelle, einer antichambre carrée, einer Opferhalle und weiteren Magazinräumen. Südlich der Querhalle befindet sich der Zugang zu einer kleinen Kultpyramide. Die Königspyramide, die Kultpyramide und der innere Tempelteil werden von einer Mauer umschlossen.
Nordöstlich der Unas-Pyramide befinden sich die Mastaba-Gräber der königlichen Gemahlinnen Nebet und Chenut.

## Die mögliche Mumie des Unas
1946 entdeckte Ahmed M. Batrawi im Magazin des Ägyptischen Museums in Kairo eine Schachtel, die laut Beschriftung Teile des Leichnams von König Unas enthalten sollte. Es handelte sich um den linken Unterarm und um ein Schädelfragment, das noch Kopfhaut und Haare aufwies. In keinem der Grabungsberichte zur Unas-Pyramide wird jedoch vom Fund menschlicher Überreste berichtet. Es ist daher fraglich, woher die Funde tatsächlich stammen und ob sie wirklich in die 5. Dynastie oder nicht eher in eine spätere Zeit zu datieren sind.

## Besondere Funde

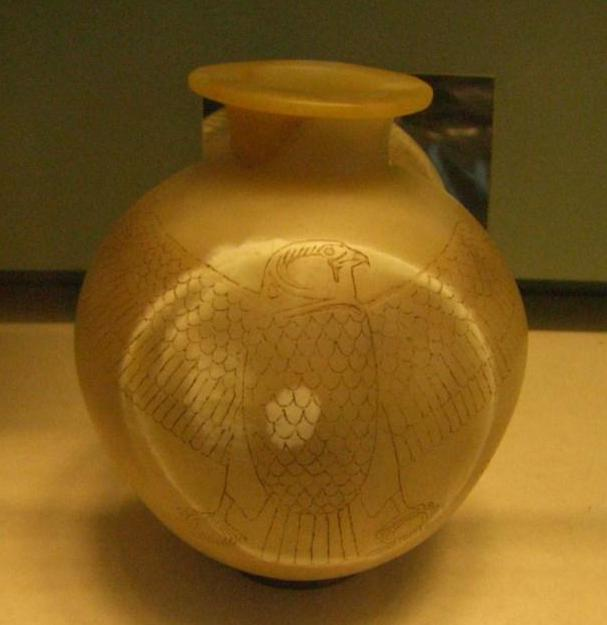
Alabaster-Gefäß, Louvre
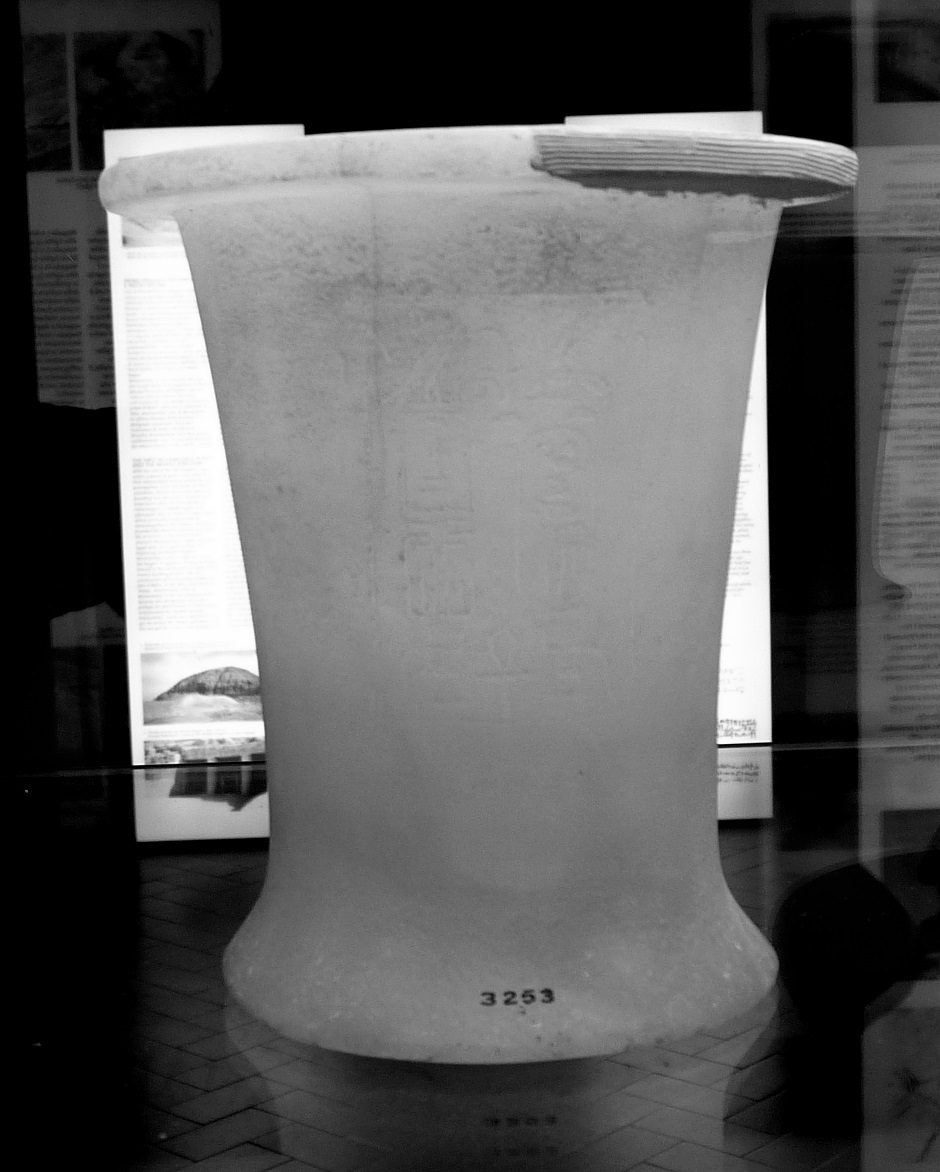
Alabaster-Vase, Florenz

Zahlreiche Alabaster-Gefäße mit Namensnennungen des Unas sind bekannt. Von unbekannter Herkunft ist ein kugeliges Gefäß, das sich heute im Louvre in Paris befindet (Inv.-Nr. E 32372). Es hat eine Höhe von 17 cm und einen Durchmesser von 13,2 cm. Es zeigt auf einer Seite Name und Titulatur des Unas, flankiert von zwei Anch-Zeichen und zwei Uräusschlangen und auf der anderen Seite einen Falken, der seine Schwingen ausbreitet. Eine zylindrische Vase befindet sich im Archäologischen Nationalmuseum in Florenz (Inv.-Nr. 3253). Das Petrie Museum in London beherbergt die Randscherbe einer weiteren Vase (Inv.-Nr. UC13258). Aus Byblos stammen eine Vase und Fragmente eines weiteren Gefäßes. Die Stücke befinden sich heute im Nationalmuseum in Beirut. Ein weiteres Alabaster-Gefäß wurde in den 1990er Jahren auf Elephantine gefunden.

## Unas im Gedächtnis des Alten Ägypten

### Altes Reich
Der nach Unas’ Tod eingerichtete Totenkult hatte mindestens bis zum Ende des Alten Reichs Bestand. Hiervon zeugen sieben Gräber aus Sakkara, in denen Priester und niedere Beamte bestattet wurden, die im Totentempel der Unas-Pyramide gedient hatten. Drei dieser Gräber sind in die Zeit kurz nach dem Tod von Pepi I. zu datieren, drei weitere in die Regierungszeit von Pepi II. und das jüngste ans Ende des Alten Reichs.
Daneben ist die Verehrung des Unas im späten Alten Reich auch durch eine Reihe basilophorer Namen bezeugt, etwa Unasanch, Unashaischetef, Nianchunas und Seenunas.

### Mittleres Reich
Auch im Mittleren Reich sind mehrere Namen bezeugt, die den Königsnamen Unas als Bestandteil tragen, darunter Unasemsaef, Unasergesptah, Unasiiuemheb und Unas.
Daneben ist die Verehrung des Unas im Mittleren Reich auch durch zwei Weihgaben bezeugt, die am Aufweg der Unas-Pyramide gefunden wurden. Bei dem ersten handelt es sich um eine Stele des Beamten Unasemsaef, auf der in einer Opferformel der Gott Ptah und der vergöttlichte König Unas angerufen werden. Bei der zweiten handelt es sich um die Statue eines Beamten, auf deren Gürtel ebenfalls eine Opferformel angebracht ist, in der Ptah-Sokar und Unas angerufen werden.
Zu Beginn der 12. Dynastie ließ König Amenemhet I. Teile von Userkafs Pyramidenanlage abreißen und verwendete die Steine zum Bau seiner eigenen Pyramide in el-Lischt.

### Neues Reich
In der 19. Dynastie führte Chaemwaset, ein Sohn Ramses’ II. landesweit Restaurierungsprojekte durch. Dazu gehörten auch zahlreiche Pyramiden, unter ihnen die des Unas, wie durch Inschriften auf Verkleidungssteinen bekannt ist.